# Kaigai Ibun
Kaigai Ibun (Un extraño cuento de los mares) es un libro del siglo XIX escrito por Maekawa Bunzo y Sakai Junzo, según lo narrado por Jatsutaro. 

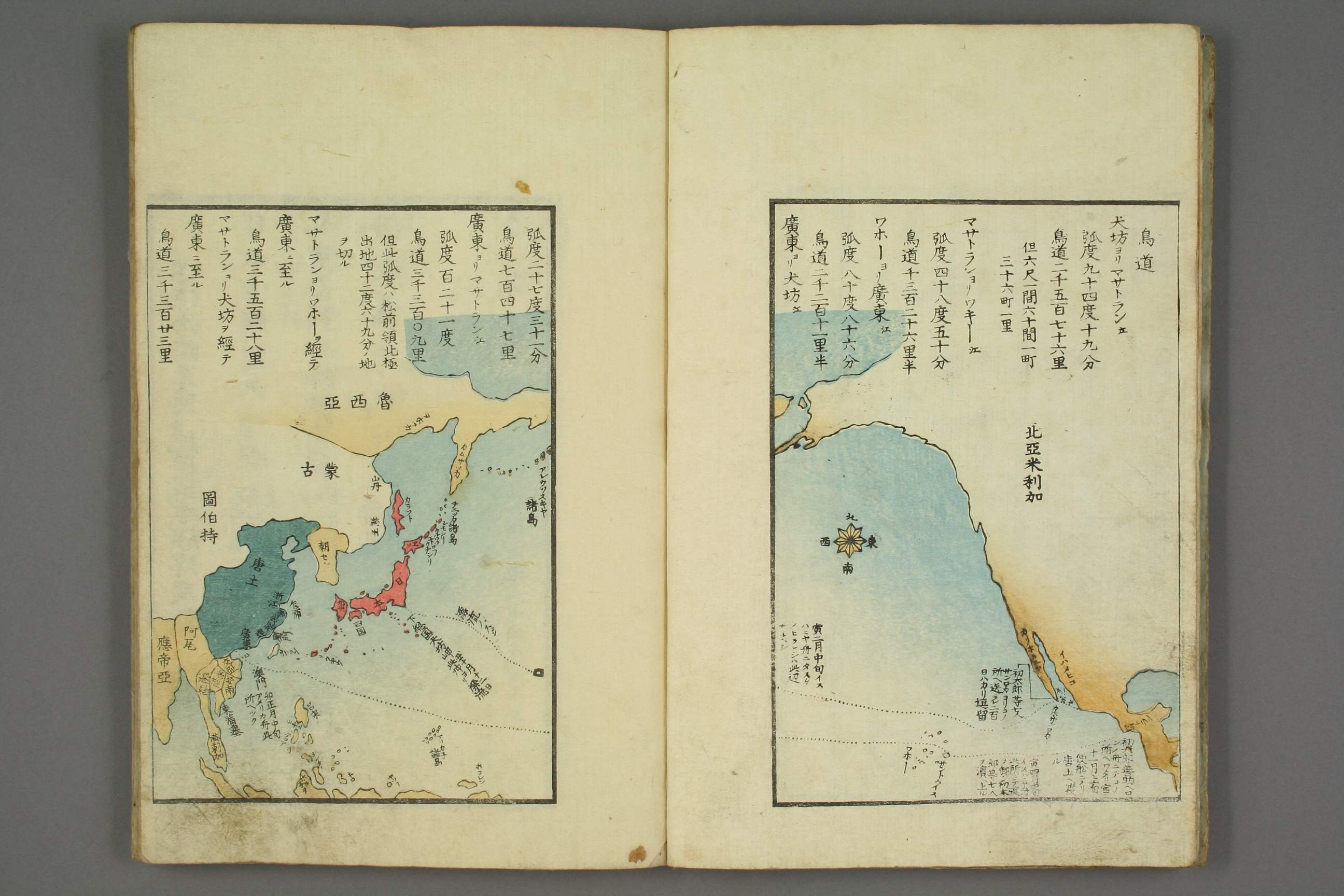
La ruta que siguieron los náufragos de Japón a México.

## El Naufragio
El 7 de octubre de 1841 el barco pesquero Eiju Maru zarpó de Hyogo, Japón, llevando a bordo a Jatsutaro y su hermano mayor, Shichitaro, el capitán Zensuke Inoue y once pescadores más. 
El 24 de noviembre el barco llegó a Cabo Inubo, de ahí el barco regresaría a Oshu pero alrededor de las diez de la noche el fuerte viento de la noche los obligó a arrear velas y dejar que el barco navegara a la deriva.
El Eiju Maru navegó a la deriva rumbo al sureste durante meses hasta que en marzo de 1842 encontraron otro barco comandado por dos españoles y con una tripulación de veintiséis filipinos, quienes recogieron a los japoneses. Para finales de mayo de 1842 al barco se acercó a tierra y por fin ancló. Jatsutaro vio a los extranjeros bajar un bote y dirigirse a la playa, al parecer para realizar algunas compras. Esa media noche los extranjeros dijeron a siete de los japoneses (Zensuke, Jatsutaro, Yaichiro, Takichi, Toshisaburo, Inosike y Sosuke) que deberían ir a tierra y abandonar el barco.

## Llegada a Baja California y su adopción
Los siete japoneses permanecieron durante dos días en ese lugar que tiempo después supieron que se llamaba Cabo San Lucas, Baja California Sur. De ahí los náufragos fueron llevados en barco a San José del Cabo, donde fueron presentados ante la autoridad. Ahí encontraron a Shichitaro y Manzo, dos de los japoneses que habían permanecido en el barco que los había traído a Baja California y que, al igual, habían sido abandonados en la playa.
En San José del Cabo unos veinte comerciantes adoptaron a cada uno de los japoneses y los llevaron a vivir su propia casa. El patrocinador de  Jatsutaro fue don Miguel Chosa. A principios de septiembre de 1842 éste recibió una carta de la capital por la que tuvo que trasladarse a un lugar llamado Mazatlán. El comerciante dejó a Jatsutaro como encargado de sus asuntos y de su familia.

## Viaje a Mazatlán
En noviembre de ese año Jatsutaro conoció a Berón, un marinero amigo de Miguel Chosa, quien preguntó al japonés si era su intención regresar algún día a su país natal, y le recomendó trasladarse a Mazatlán donde le sería más fácil encontrar un barco con destino al lejano oriente. 
En su propio barco Berón transportó a Jatsutaro y Zensuke de San José hasta Mazatlán, donde llegaron entre el cinco y seis de diciembre. La fortuna seguía de su lado pues un bergantín estadounidense saldría en cuestión de cuatro o cinco días rumbo a China.

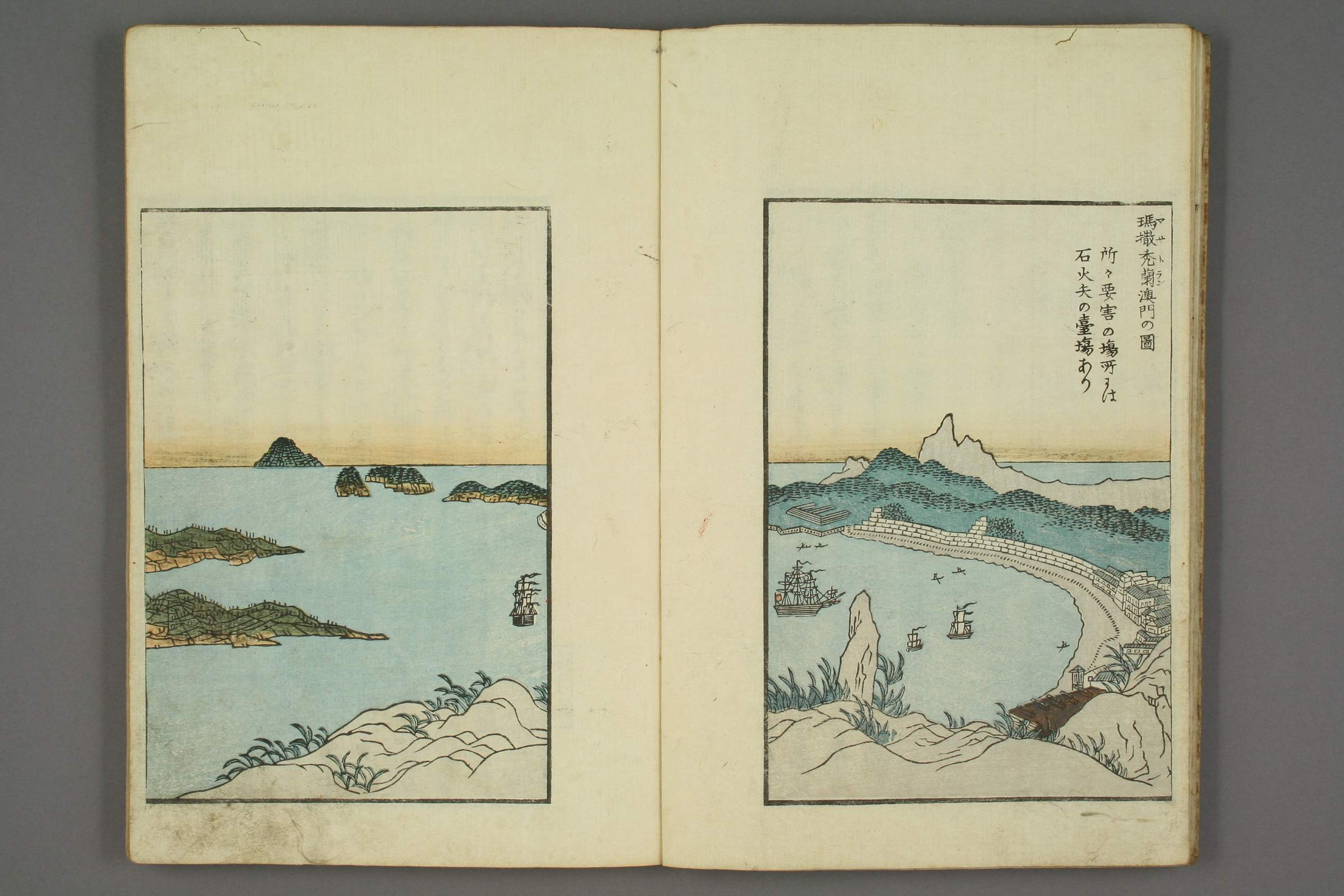
El Mazatlán que Jatsutaro vio en 1842.

## El Regreso a Japón
Berón llevó a Jatsutaro y Zensuke a las casas de las familias pudientes de Mazatlán, a quienes pedían ayuda monetaria para enviar a los japoneses de regreso a su país. Algunos les daban cinco o diez monedas de plata; de las familias más ricas obtenía treinta e incluso cincuenta monedas. Fue así como reunieron 260 monedas.
Jatsutaro y Zensuke querían regresar a San José para llevar a sus compañeros en el viaje a China. Pero no había tiempo, Berón les advirtió que si perdían ese barco podrían pasar seis doce o veinticuatro meses antes de que otro barco zarpara con ese rumbo. Con dolor Jatsutaro y Zensuke utilizaron cien monedas para comprar pasajes en barco; y el resto se utilizó en ropa, vinos y otros artículos.
Sólo cinco días estuvieron Jatsutaro y Zensuke en Mazatlán ya que abordaron el bergantín estadounidense. Jatsutaro pasó por Macao y Zhapu, China, hasta que por fin regresó a su casa el 2 de octubre de 1844.
Jatsutaro narró a las autoridades sus aventuras en el mar y en aquellos lejanos y extraños lugares de México, y su viaje de regreso por China y otros lugares. 

## Importancia de Este Libro
Kaigai Ibun  es considerado como uno de los cincuenta libros que sacaron a Japón de su aislamiento y lo introdujeron en la era internacional.
- Datos: Q5957639